# Имэмтор
Имэмтор (Имъэмтор, Им-Э́мтор, Иль-Э́мтор, Ильэмтор) — озеро в России в Александровском районе Томской области. Название дано коренными жителями Томской области. Термин «эмтор» в хантыйском языке означает большое озеро. Окружено болотом Киевским, из озера вытекает река Назинская, приток Оби. Высота над уровнем моря — 94 м. Вблизи западного берега возвышенность с кедрово-берёзовым лесом. Коренные елово-кедровые мелкотравнобруснично-зеленомошные леса верховьев реки Назинской по берегам озера Имэмтор сменяются
гидрофильными долгомошными и кустарничково-сфагновыми ассоциациями. Площадь 17,2 квадратных километра, одно из 11 озёр Томской области, площадь которых превышает 10 квадратных километров, другими крупными озёрами являются: Мирное, Варгато, Польто-3, Иллипех, Большое, Дикое, Елань, Когозес, Перельто, Якынр. Водосборная площадь — 95,6 км².
Рядом находятся озёра Змеиное, 1-е Безымянное, 2-е Безымянное и другие.